# 블러드레인
블러드레인(Bloodrayne)은 독일에서 제작된 우베 볼 감독의 2005년 액션, 공포, 판타지 영화이다. 크리스타나 로컨 등이 주연으로 출연하였고 댄 클락 등이 제작에 참여하였다.

## 출연

### 주연
- 크리스타나 로컨
- 미셸 로드리게즈

### 조연
- 벤 킹슬리
- 마이클 매드슨
- 매튜 데이비스
- 빌리 제인
- 윌 샌더슨
- 우도 키에르
- 미트 로프
- 마이클 파레

## 제작진
- Line PD: 브래드 반 아라곤
- 미술: 제임스 스튜어트
- 배역: 모린 웹

## 같이 보기
- 비디오 게임을 원작으로 한 영화 목록